# 장정슝 (가수)
장정슝(중국어 정체자: 張政雄, 병음: Zhāng Zhèngxióng, 한자음: 장정웅, 2001년 1월 23일 ~ )은 대만의 어린이 가수 및 배우이다.

## 방송
- 량진길시